# 賽馬會傑志中心

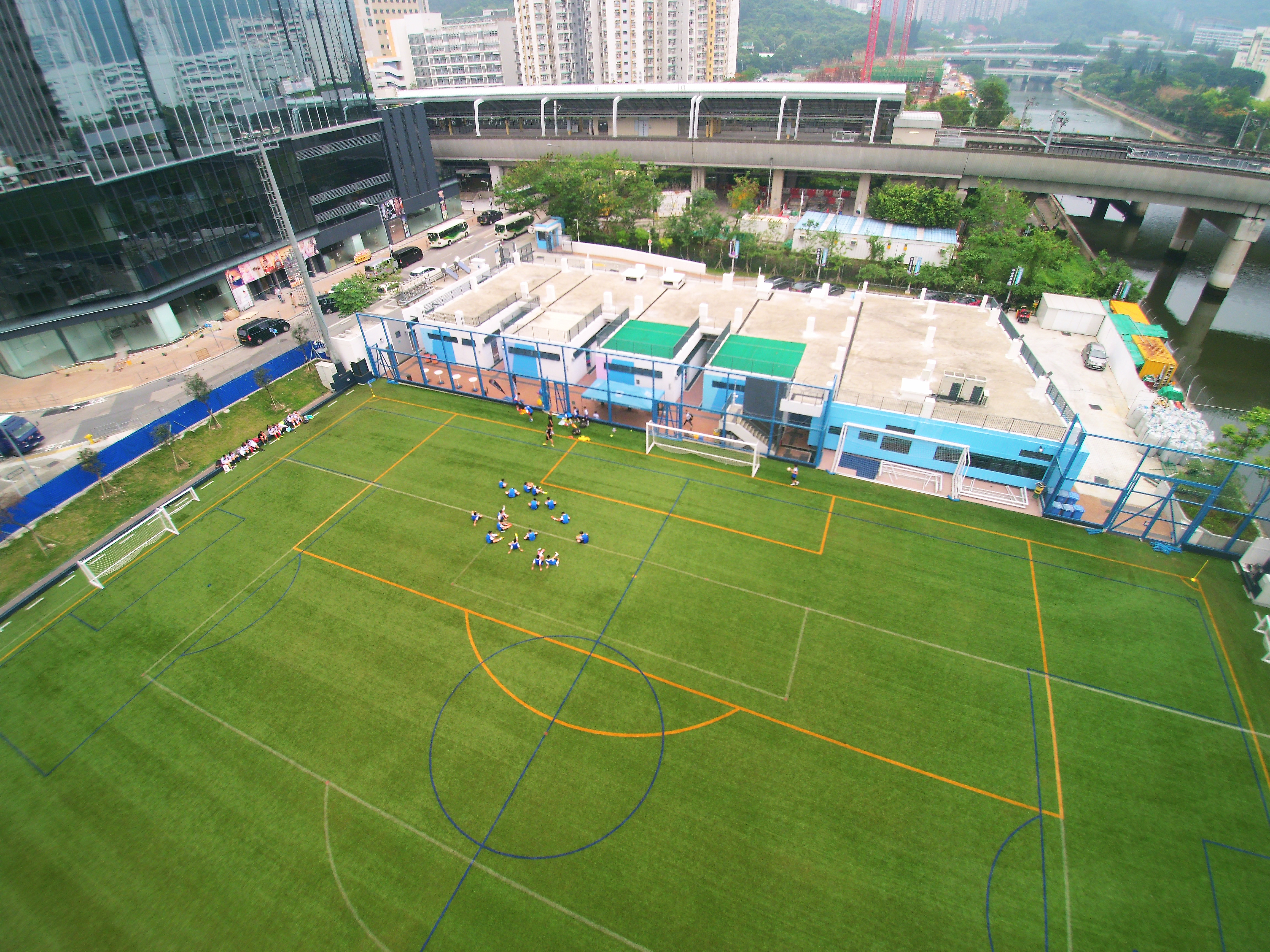
俯瞰賽馬會傑志中心

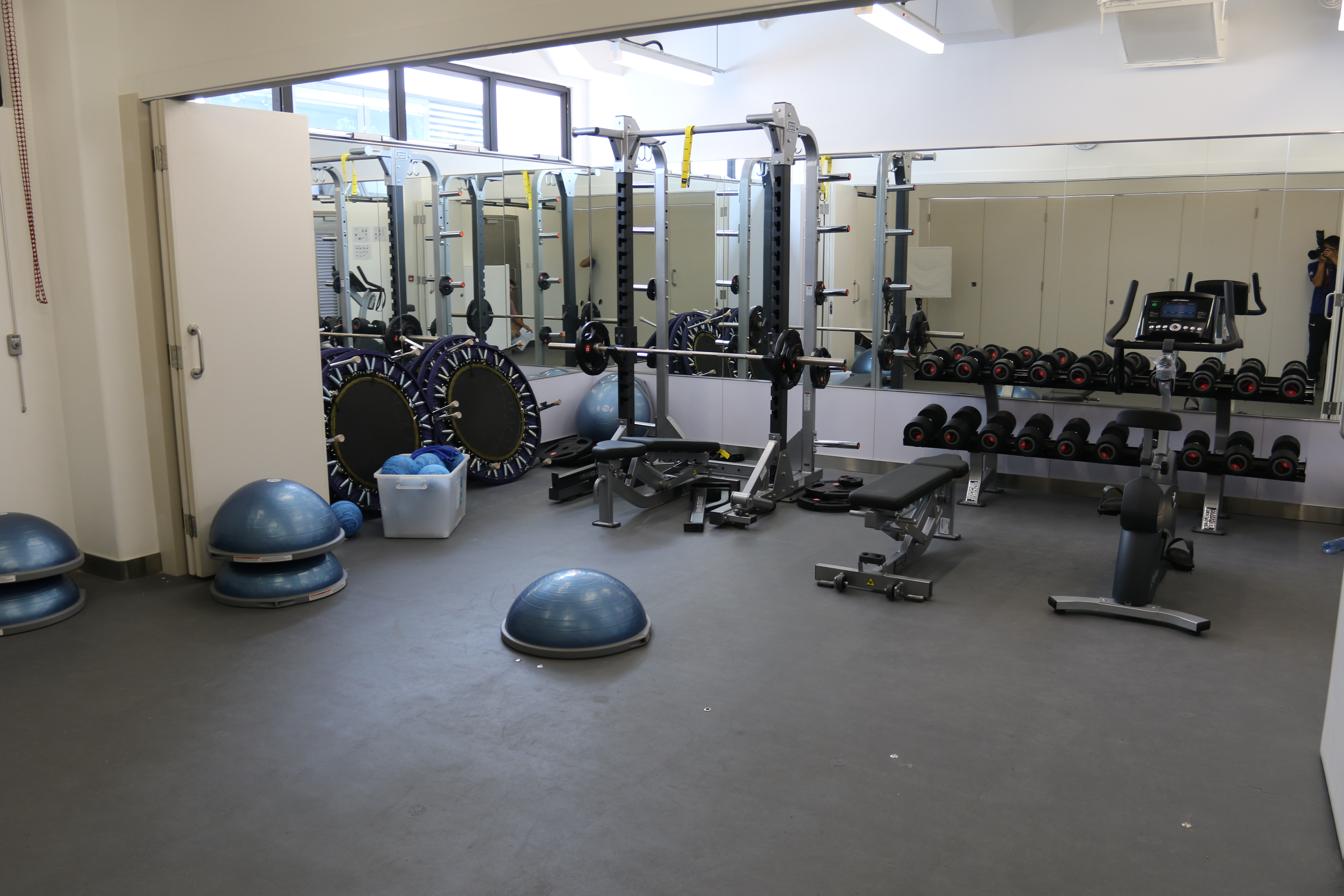
健身室

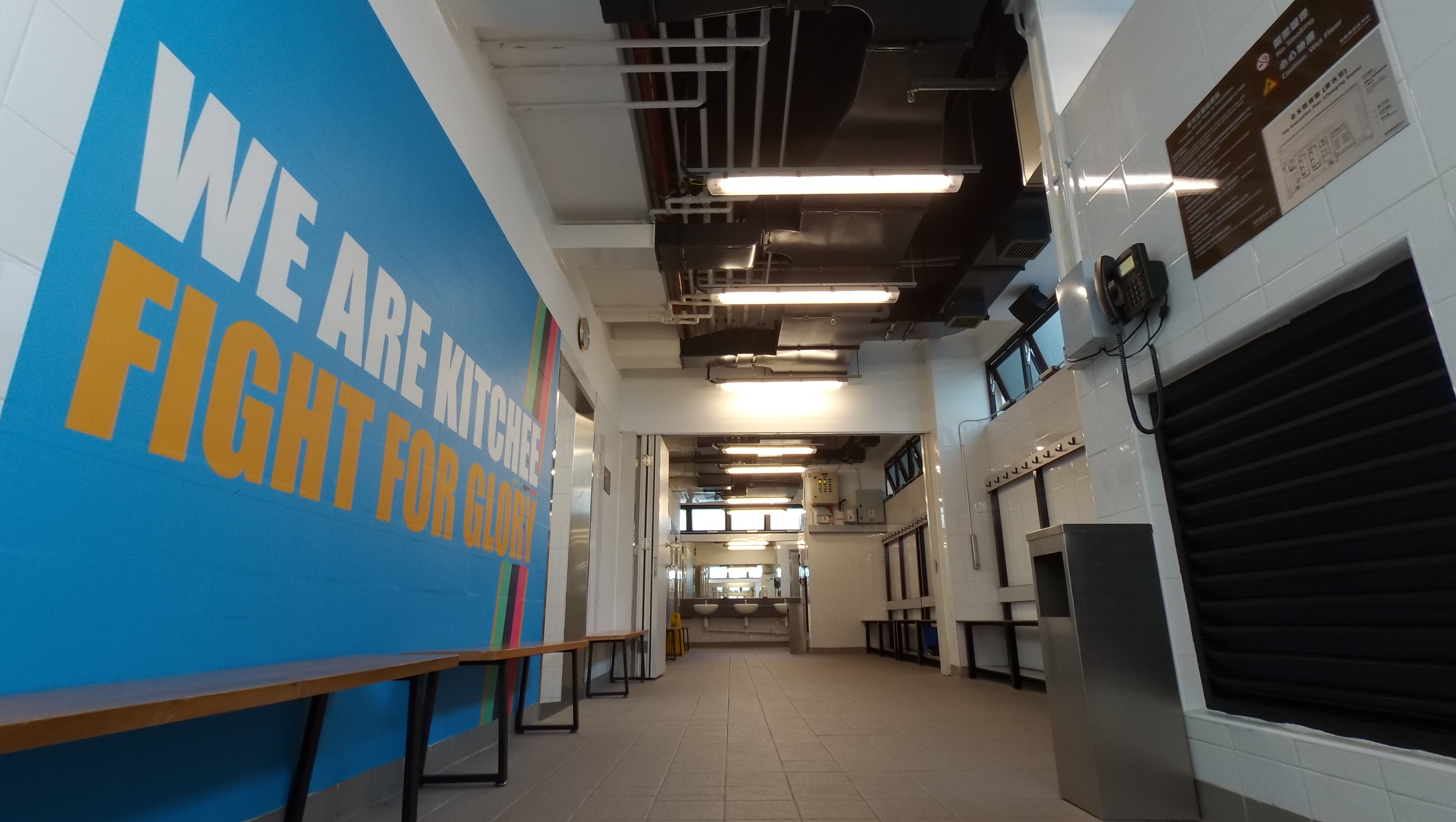
更衣室

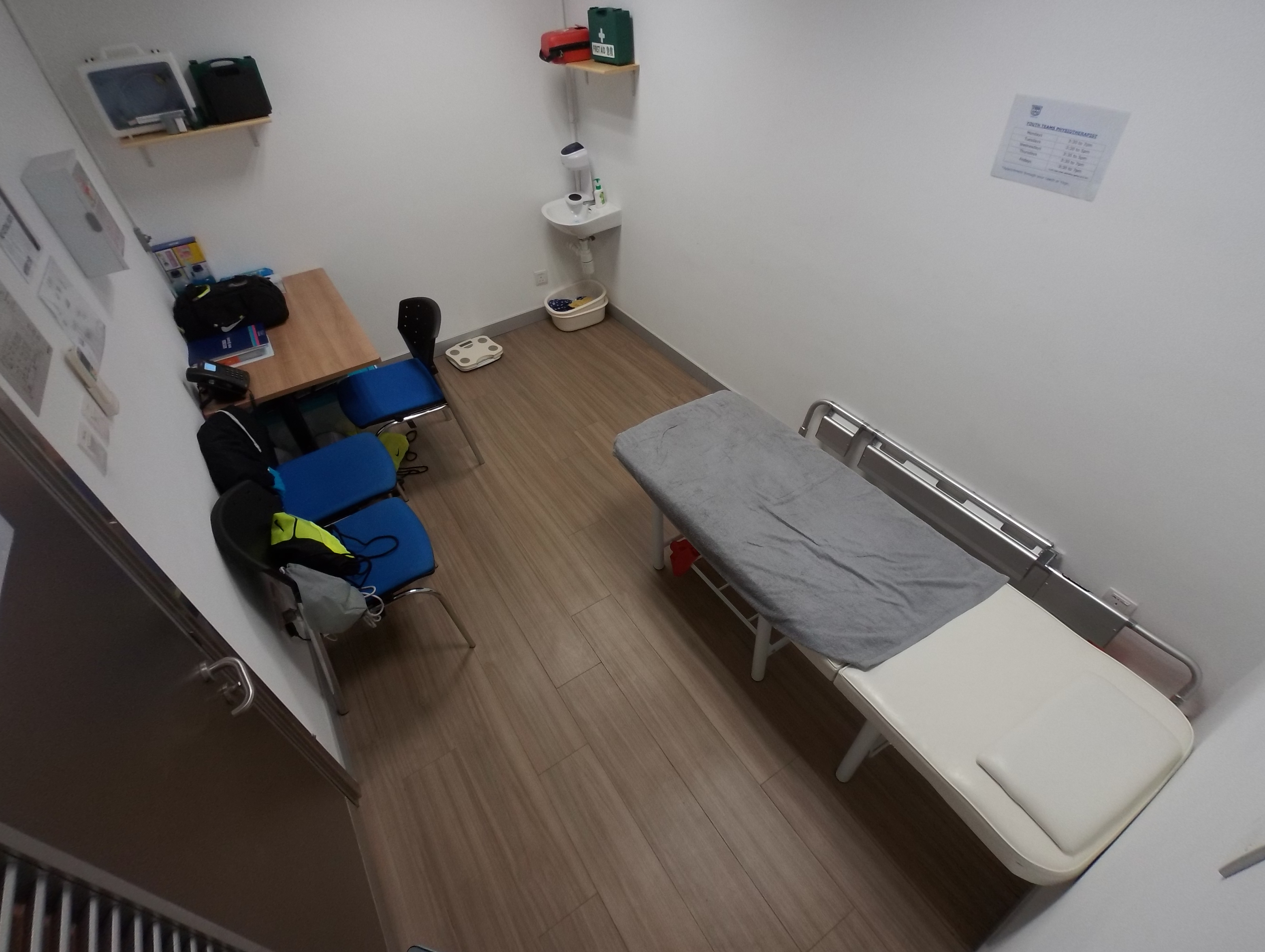
醫療室

賽馬會傑志中心（英文：Jockey Club Kitchee Centre）為香港超級聯賽勁旅傑志的足球訓練及練習中心，位於香港新界沙田石門，於2015年7月竣工及啟用，由香港賽馬會贊助興建及冠名。
傑志中心佔地15,050平方米，除了會成為傑志及傑志足球學院的訓練基地外，亦會為6至12歲的青少年提供全年每星期3次的免費精英足球訓練。中心亦會為香港教育局認可、仁濟醫院董之英紀念中學的《職業足球培育計劃》提供訓練設施及場地。

## 歷史

### 投資興建
2012年7月5日，香港賽馬會慈善事務執行總監蘇彰德律師宣佈將會透過慈善信託基金撥捐逾4千4百萬港元予傑志基金，在沙田石門興建總建造費為4千9百萬港元的賽馬會傑志中心。每年約5至7百萬港元的營運及管理費用則由傑志體育會負責。。
2012年10月16日，英格蘭超級足球聯賽球會阿仙奴商務總監霍斯（Tom Fox）來到香港向傑志頒贈78萬港元支票，義助傑志興建賽馬會傑志中心。
2013年7月29日，傑志邀請英格蘭超級足球聯賽球會曼聯到訪香港共舉表演賽事，連同於7月28日晚上舉行的慈善宴及其他周邊活動，總共為賽馬會傑志中心籌得逾200萬港元款項。
2014年5月22日，賽馬會傑志中心進行動土儀式，工程為期約7個半月，預計於2014年聖誕節竣工，整項工程將會耗資7,600萬港元。

### 落成
2015年7月，賽馬會傑志中心竣工及啟用。

### 颱風山竹
由於超強颱風山竹於2018年9月16日襲港，賽馬會傑志中心遭河水淹沒，設施遭到破壞，原有辦公室和草地範圍均不能運作，傑志需要從9月17日起臨時租用其他場地應付臨時運作。重鋪仿真草皮等維修近半年，至2019年3月中重開。

### 擴建工程
2018年3月28日，傑志宣佈投資2000萬港元，於賽馬會傑志中心進行擴建工程，由一層擴建至兩層高，成立「傑志─中文大學運動醫學診所」。
2022年7月12日，傑志舉行季前發布會，同時公布賽馬會傑志中心擴建工程接近完成，營養餐廳及跟香港中文大學合作的醫務中心「中大醫務中心@傑志」已投入運作支援球員。位於石門的傑志中心自2017年起開始計劃改建，受疫情影響延至最近才接近完成擴建工程。醫務中心位於底層，斥資逾1200萬元，由傑志全數承擔，並由中大醫院骨科團隊主理，提供骨科及物理治療服務，同時設置多部專業測試體能儀器及健身器材，協助球員復康和提升狀態。

## 設施用途
賽馬會傑志中心可以分為球場區及綜合服務大樓區：球場區為一片面積達178米乘70米的多用途人造草足球場，可以按照需要劃分為4座七人足球場、兩座比起標準略小的休閒型十一人足球場或者是一座標準十一人足球場及一座七人足球場，可以同時間容納約120名學員使用，以附合不同情況下的需要；綜合服務大樓則由5座大樓結合而成，內裡有更衣室、球證室、家長休息室、醫療室、辦公大樓、小賣部及儲物室。
1/3時間用於傑志青少年足球訓練的課程上：包括所有由傑志足球學校提供的免費課程、傑志各梯隊的練習及董之英職業足球員培育計劃的日常訓練；1/3時間預留予傑志一隊練習用途；餘下1/3時間開放予沙田居民使用。
- 開放時段︰每天上午8時至晚上11時
- 每星期可以使用時段︰67節[14][15]
- 每年可以使用時段︰3,417節[16][17][18]

## 爭議

### 擬收回用地興建資助出售房屋
2016年10月，政府向地區人士「摸底」，計劃收回啟用僅一年的傑志中心，改作興建三幢資助出售房屋，結果引起體育界人士強烈反對。規劃署其後所提交的修訂計劃的大綱圖，地皮雖剔出改劃地皮建議，但文件指出政府會另覓土地重置足球訓練中心。

## 鄰近交通
| 交通路線列表            |
| ----------------------- |
| 港鐵 - █ 屯馬綫：石門站 |

## 相關參見
- 傑志體育會
- 賽馬會香港足球總會足球訓練中心